# El prisionero de Zenda (película de 1988)
El prisionero de Zenda (Prisoner of Zenda en inglés) es una película de animación de 1988 dirigida por Geoff Collins. La trama fue adaptada por Leonard Lee según la obra del escritor inglés Anthony Hope, El prisionero de Zenda, publicada en 1894. La película consta con 48 minutos de duración, emplea las voces de Christine Amor, Robert Coleby y Clair Crowther entre otros y música original de John Stuart. El prisionero de Zenda fue una producción de Roz Phillips para el estudio australiano Burbank Films Australia; los másteres y los derechos de autor sobre dicha producción se encuentran en la actualidad en el dominio público y son distribuidos por numerosas compañías y empresas de vídeo doméstico alrededor del mundo.

## Reparto original
- Christina Amor
- Robert Coleby
- Clair Crowther
- John Fitzgerald
- Phillip Hinton
- Walter Sullivan
- Frank Violi
- David Whitney